# Multicar M21
El camión diesel DK 2004 (abreviado DK 4), a partir del 4 de diciembre de 1959 rebautizado como Multicar M21, fue un vehículo comercial de la República Democrática Alemana en las décadas de 1950 y 1960. La presentación del  VEB Fahrzeugwerk Waltershausen de Turingia se presentó en la Feria de Otoño de Leipzig de 1957.  posiblemente se produjeron alrededor de 14.000 unidades en cinco tipos básicos, de los que se derivaron un gran número de otras carrocerías.

## Historia
El camión diésel DK 2004 (DK = D'ieselk') fue una evolución del camión diésel DK 2003 "Hormiga diésel" (Diesel Ant)  (DK 3). El diseñador principal fue Werner Claußner. Aunque la denominación "Hormiga Diesel" estaba reservada para el tipo DK 3, el DK 4 también se denominó Hormiga Diesel u Hormiga Diesel DK 4 cuando se presentó.
Fue presentado en 1957. A diferencia de su predecesor, el DK 4 tenía una puerta delantera que llegaba hasta la cintura del conductor y un borde de la columna de dirección más alto. También se instaló un silenciador Gröbe. La versión básica durante todo el periodo de construcción hasta 1964 fue el tipo P (camión de plataforma). El Diesel Ant con grúa giratoria se presentó por primera vez en la Feria de Otoño de Leipzig en 1958.
En octubre de 1959, la dirección de la fábrica de Waltershausen convocó un concurso en su revista mensual de fábrica "Der Fahrzeugbau" para encontrar un nombre más prestigioso para la Hormiga Diesel. Con ello se pretendía también dar a conocer mejor la marca a escala internacional. El apodo anterior "Dieselameise" o "Ameise" ya no podía utilizarse debido a los derechos de propiedad en Alemania y en el extranjero. Por lo tanto, se buscaba un término corto y memorable. Las propuestas presentadas con nombres de animales como Rennsteig-Hirsch, Emse o Bau-Molch no podían tenerse en cuenta por razones de protección del nombre existente o para evitar malentendidos en el extranjero. Se recibieron 149 sugerencias, 13 de las cuales llegaron a la ronda final. Al final, la dirección de la planta se decantó por el nombre Multicar, que sonaba en inglés. En segundo y tercer lugar quedaron los nombres Fawafix y Unicar. El 4 de diciembre de 1959, se registró el derecho de propiedad del nuevo nombre y el DK 4 diesel pasó a llamarse Multicar M21. El 2 correspondía a la carga útil de dos toneladas y el 1 a la primera serie.
Varios miles de vehículos del DK 4 o del M21 fueron exportados. Se celebraron negociaciones de exportación con Países Bajos, Dinamarca, Portugal, Polonia, Finlandia, Suecia, Islandia, Suiza, Persia y Egipto. En 1959 se exportaron por primera vez a Egipto 18 hormigas diésel.  Las exportaciones totales ascendieron a 3.200 unidades, lo que correspondía aproximadamente al 23% de los DK 4 producidos por VEB Waltershausen entre 1956 y 1964, variando entre 12.514 y 14.000 unidades según la fuente utilizada.
Este vehículo polivalente se utilizó ampliamente en las cosechadoras industriales y de la construcción de la RDA. El principal uso previsto era el transporte interno de mercancías de todo tipo. La velocidad máxima de 15 km/h era perfectamente adecuada para este fin. Por ello, muchos M21 nunca obtuvieron el permiso de circulación ni la matrícula necesaria. Los vehículos también fueron utilizados por Deutsche Post, bomberos, cervecerías y como vehículo de construcción ligero en construcción de carreteras y construcción de viviendas.
En 1964, el Multicar M21 fue sustituido por el Multicar M 22 con cabina cerrada para un solo vehículo.

## Características técnicas

### Chasis
El bastidor del chasis está formado por dos robustas vigas longitudinales en forma de "U". Éstas están unidas entre sí por travesaños. La cabina del conductor está unida al bastidor delantero y alberga todos los mandos del vehículo. El acceso se realiza a través de una puerta delantera. El motor diésel está situado directamente detrás del puesto de conducción, tras un revestimiento de chapa. La viga trasera en U es más resistente y en ella se encuentra el enganche del remolque. En la versión de vehículo volquete, el chasis contiene otros dos travesaños que sirven para reforzar las cargas más elevadas.

### Motor
El motor tipo 1 H 65 suministrado por Motorenwerk Cunewalde rendía 6 CV (4,4 kW) a 1.500 rpm. Esto permitía alcanzar velocidades de hasta 15 km/h. El consumo de combustible de fábrica era de 6,0 l/100 km. La capacidad del depósito era de 13 litros. Para regular la temperatura del motor se utilizaba un sistema de refrigeración por evaporación con una capacidad de 12 litros. Más tarde, el tipo de motor GD1 de VEB Kraftfahrzeug Phänomen llegó a la hormiga diésel. Este motor diésel de 4 tiempos refrigerado por aire, que se utilizaba en una configuración diferente en el Picco I Este motor diésel de 4 tiempos refrigerado por aire, que se utilizaba en una configuración diferente en el Picco I, tenía ahora 795 cm³, producía 6,5 CV y estaba equipado con un motor de arranque. Se conservó la masa del volante con el soporte para el cigüeñal. Como ya no había palanca de descompresión, ya no era posible arrancar el motor. Dado que la mayoría de los vehículos pasaban los meses de invierno inactivos y la batería se descargaba o quedaba inservible en primavera (las baterías de arranque aún no eran tan estables en los años 50), se produjeron problemas masivos de arranque y las correspondientes quejas de los clientes. Por este motivo, sólo se entregó una serie corta con el motor Robur y se volvió a utilizar el "vaporizador de agua" Cunewald. Muchos de los modelos entregados también se convirtieron al "vaporizador de agua" por las razones mencionadas anteriormente.
El motor diésel se arrancaba a mano mediante una manivela de arranque, los modelos posteriores se arrancaban con un motor de arranque eléctrico.

### Embrague y transmisión

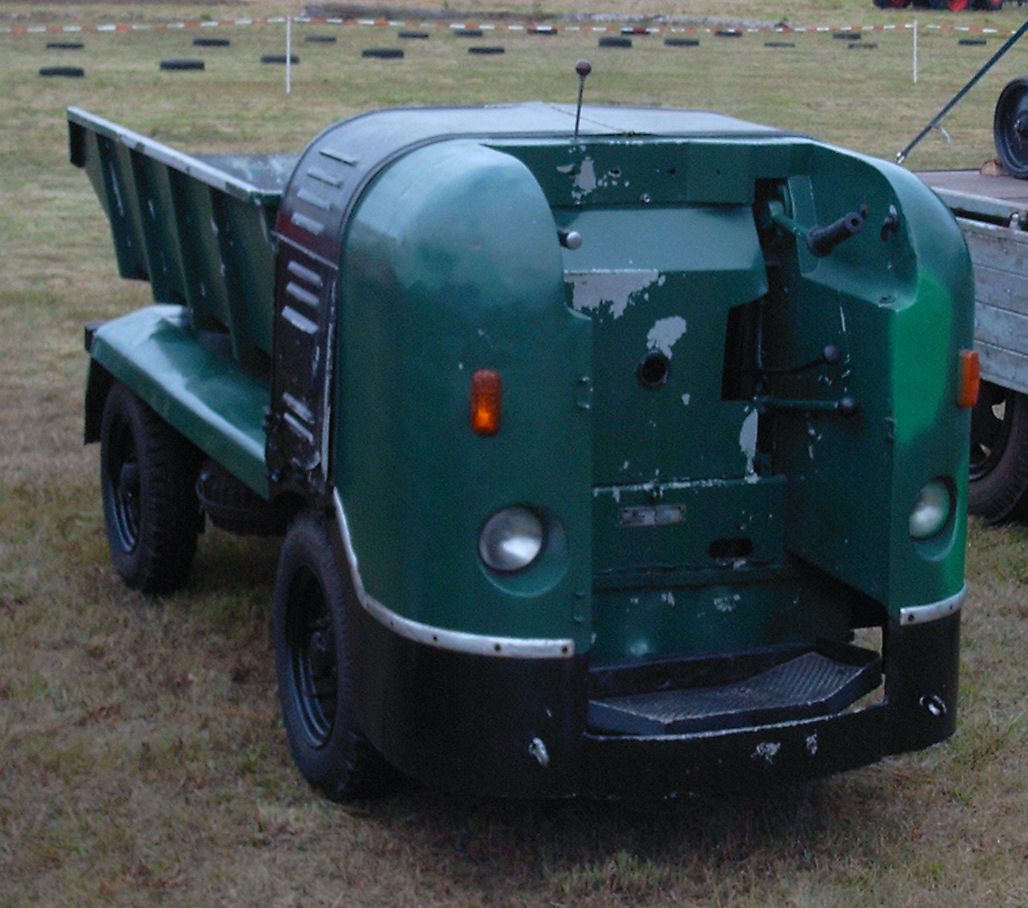
Después de quitar la puerta delantera, se reconocen claramente las palancas y el hueco de la dirección.

La hormiga diésel o Multicar M21 disponía de un embrague en seco monodisco del tipo K 4.5, que se accionaba desde la cabina del conductor mediante la palanca derecha. La potencia se transmitía a la transmisión mediante una correa trapezoidal. La caja de cambios utilizada tenía tres marchas adelante y una marcha atrás. Se accionaba desde la cabina del conductor mediante una palanca de cambios. La potencia se transmitía al eje trasero, equipado con una transmisión helicoidal, mediante un árbol cardán doble.

### Ejes y suspensión
El eje delantero tiene forma de I. Los nudillos de dirección están unidos a los puños del eje en ambos lados. Las ruedas delanteras direccionables están unidas a los puños de dirección. El eje trasero está formado por una viga de eje. Los discos de freno están montados en él con bridas a ambos lados. El tornillo sin fin del diferencial es accionado por un árbol cardán doble. El movimiento giratorio se transmite a los cubos de las ruedas a través de dos semiejes.
El vehículo está suspendido por cuatro ballestas (dos por eje), montadas longitudinalmente en el sentido de la marcha. Las ballestas delanteras tienen cinco capas de muelles, las traseras seis.

### Dirección y frenos
La dirección de la hormiga diésel es inusual. Se trata de una dirección con pedal en forma de canaleta de dirección. La artesa de dirección sirve también de soporte para el conductor y está suspendida del chasis por dos cojinetes situados en el eje de dirección. El movimiento de la dirección se transmite a las dos ruedas delanteras a través de dos tirantes de dirección. El ángulo de dirección de 45 grados como máximo hacia la izquierda o la derecha se consigue desplazando el peso del cuerpo a través de las piernas del conductor sobre la barra de dirección. Cuando se alcanza el ángulo de giro deseado por el conductor, la columna de dirección se coloca en posición horizontal y el vehículo avanza en línea recta. Con el ángulo de giro máximo, se alcanzaba un diámetro de giro de 6,9 metros.
Los frenos del vehículo constan de dos sistemas de acción independiente. El freno de zapata interior para las ruedas traseras se denomina freno de servicio y se acciona mediante la palanca superior izquierda de la cabina del conductor. Las ruedas traseras se frenan uniformemente mediante un cable y el varillaje de freno. La palanca inferior izquierda de la cabina del conductor corresponde al actual freno de mano (antiguo freno de estacionamiento). El freno se acciona cuando la palanca está en posición vertical y se suelta en posición horizontal. Posteriormente, el freno de estacionamiento se realizó mediante un dispositivo de bloqueo en la palanca del freno de servicio. La palanca inferior se redujo considerablemente de tamaño y ahora sólo se utiliza para apagar el motor.

### Sistema eléctrico
El sistema eléctrico del vehículo incluye el alumbrado del vehículo, el motor de arranque y el indicador y el sistema de señalización. La energía necesaria es suministrada por un alternador con tensión de funcionamiento de 12 voltios, que era accionado por el motor mediante correa trapezoidal. 

## Variantes
| Variante | Especificación técnica |
| -------- | --- |
| Tipo D   | El volquete D era una variante para el transporte de mercancías a granel como grava, arena o piedras. La zona de carga podía inclinarse hacia la izquierda, la derecha o la parte trasera (3 lados). La pared delantera, en cambio, era fija. |
| Tipo H   | El Multicar M21 H con elevador H se fabricó para el transporte de mesas de montaje en plantas de producción. La altura de elevación era de unos 180 mm, la altura de marcha por debajo de unos 740 mm. La plataforma elevadora no fue fabricada por VEB Waltershausen. Fue fabricada por terceras empresas en función de la naturaleza específica de las mercancías a transportar. |
| Tipo L   | Versión con L'ade ayuda para mejorar la carga y descarga del Multicar con cargas pesadas. La ayuda a la carga consistía en un eje tubular con brazos elevadores dispuestos a ambos lados. Se manejaba desde la cabina del conductor. La capacidad de carga de la ayuda a la carga era de unos 250 kp. La altura de elevación era de aproximadamente 1400 mm. |
| Tipo M   | El camión volquete M se utilizaba principalmente para el transporte de mercancías a granel en la industria de la construcción. El ángulo máximo de vuelco era de 60 grados. La cubeta de acero estaba diseñada para una capacidad de unos 0,75 m3. |
| Tipo P   | El camión de plataforma P era la versión básica del M21. La plataforma era de madera. El tipo P también estaba disponible con carrocería de caja para proteger de la intemperie la mercancía a transportar. Para la limpieza de aceras y similares se disponía de un depósito de agua con una capacidad aproximada de 1.200 litros. Con un remolque fabricado en Walterhausen se podían transportar objetos más largos, como troncos de árboles o tuberías que sobresalieran del extremo del vehículo. Otras versiones especiales del Tipo P fueron las versiones con cuchilla quitanieves frontal, una escalera giratoria, un semirremolque (tipo PA) o con una grúa giratoria, que tenía una capacidad de carga de 500 kg. La variante denominada DK 5/3 era un tipo reforzado por VEB Kohlehandel para el transporte de carbón nacional. El precio de fábrica era de 6235,05 marcos más 802,50 marcos por el sistema de arranque eléctrico.. |